# Escuela de Investigaciones Policiales
La Escuela de Investigaciones Policiales (ESCIPOL) es la Escuela Matriz de Educación Superior acreditada por la Comisión Nacional de Acreditación (CNA Chile) la Escuela PDI es la encargada de formar y perfeccionar a los futuros Oficiales de la Policía de Investigaciones de Chile (PDI) Después de ocho semestres académicos sus graduados formarán parte del Escalafón de Oficiales Policiales Profesionales de Línea obteniendo el Título Profesional PDI de Investigador Policial y son investidos con el grado de Detective, que es equivalente al grado de Subteniente de los Oficiales de Carabineros de Chile.
La Escuela PDI para la ejecución de la malla curricular dispone de un cuerpo docente compuesto por profesores de áreas como Derecho, Criminalística, Criminología, Dactiloscopía, Balística, Lógica, Psicología, Metodología de la Investigación, Idiomas Inglés, Francés y Mapudungún, Extranjería, Defensa Personal, Acondicionamiento Físico, todo esto sumado a Oficiales activos y retirados que dan cátedra en ramas como Seguridad y Manejo de Armas. Además los Aspirantes cuentan con el apoyo de Oficiales Instructores quienes los acompañaran durante su preparación, preocupanse de orientarlos en temas que tengan que ver con la labor policial que ejercerán en el futuro. La misión de la Escuela es formar tanto en conocimientos como en valores a los futuros Investigadores Policiales de Chile.

## Historia
Es por primera vez, en 1905 que se propone la idea de una escuela policial con el Decreto N.º 4.423 del 18 de octubre que crea la Escuela de Aspirantes de Oficiales de la Policía de Santiago, incluyendo ramos como administración, equitación, derecho y medicina. Además se incorporaba una práctica profesional en el servicio activo. El desarrollo de esta Escuela solo surgiría en 1908 para dar inicio al primer curso de aspirantes al año siguiente en los salones de la Prefectura de Santiago.
En 1916, el suizo Henri Abbondati le ofrece su ayuda al Subprefecto Carlos Dinator, jefe de la Sección de Seguridad, para organizar una escuela de detectives. El 1 de octubre de 1917 comienza sus actividades la Escuela Provisional de Detectives. Cerraría por falta de elementos para volver a abrir el 11 de abril de 1918. Esta escuela contaba con dos cursos, uno básico o elemental y otro avanzado para los oficiales. Pero debido a la falta de dinero, la imposibilidad de los oficiales a tomar los cursos y el escepticismo de los agentes, se abandona este proyecto.
Entre 1922 y 1924 se organizarían por la Sección de Seguridad de Santiago, los Cursos de Aspirantes a Agentes.
El 8 de abril de 1925, se establece el Reglamento de la Escuela de Agentes, creada formalmente en el artículo 4º del Decreto Ley Nº754 del 16 de diciembre para "la formación del personal de las Secciones de Investigaciones". Para su funcionamiento se establecieron dos cursos de cuatro meses y medio cada uno, sumados a quince días de trabajos prácticos. Las asignaturas impartidas eran derecho, investigación, instrucción genereal, identificación, topografía y ejercicios físicos.
En 1927 y luego de la fusión de las policías en Carabineros de Chile, la Escuela pasa a llamarse Escuela de Carabineros de Investigaciones.
Por Decreto Supremo N.º 4.550 del 15 de noviembre de 1933, y luego de la separación de los organismos policiales, se restablece el plantel formador con el nombre de Escuela Técnica de Investigaciones, comenzando su actividad docente en 1934 aunque su existencia legal se la daría la Ley N.º 6.180 del 4 de febrero de 1938. Su reglamento contempló la creación de un laboratorio de criminalística y una biblioteca especializada, además de la proposición de los cursos los que eran derecho, filosofía y lógica, policía judicial y científica, identificación, medicina, psicología, biología, química, topografía, instrucción general y ejercicos físicos. Se considera como primer director al doctor Alberto Benítez Sanhueza.
En 1946, la Escuela se traslada al edificio de calle Santo Domingo N.º 1343. En 1961 se adquiere el inmueble ubicado en Brown Norte N.º 543 en la comuna de Ñuñoa para instalar allí la Escuela. Actualmente funciona en esas dependencias la Jefatura de Sanidad de la PDI.
En 1972 por Decreto N.º 444 del 27 de marzo se aprueba un nuevo reglamento para la Escuela.
En 1975, los aspirantes pasan a tener un régimen de internado, para lo cual, se habilita el edificio de calle Sargento Candelaria N° 1966.
Por Ley N.º 18.187 del 25 de noviembre de 1982 comienza a llamarse Escuela de Investigaciones Policiales "Presidente Arturo Alessandri Palma"
En 1993 se plantea la necesidad urgente de construir un edificio adecuado para la Escuela, debido al déficit de 925 detectives en la planta.
En 1998, el Congreso Nacional de Chile aprueba una modificación a la Ley Orgánica Constitucional de Enseñanza que faculta a la Escuela a otorgar títulos y grados académicos de nivel universitario.
El 19 de junio de 1998, gracias al Plan Fénix promocionado por el entonces director general Nelson Mery Figueroa, se instala la primera piedra del nuevo edificio para la Escuela ubicado en Av. Gladys Marin (Ex-Pajaritos) N.º 5783 en la comuna de Estación Central, cuyo costo ascendería a los 14.550.674.405 pesos. Su inauguración sería el 1 de diciembre de 1999.
El 6 de diciembre de 2006, hacen ingreso a la Escuela, los primeros 250 profesionales, quienes se convertirán en los primeros en formar parte del escalafón de Oficiales Policiales Profesionales.
El 19 de julio de 2008 en conjunto con el cambio de la imagen corporativa, se inaugura en la Escuela, un monumento de piedra con la nueva sigla PDI.

## Infraestructura
Se encuentra ubicada en Av. Gladys Marín (Ex-Pajaritos) N.º 5783, comuna de Estación Central en la ciudad de Santiago, cerca de la estación Pajaritos de la Línea 1 del Metro de Santiago.
El actual edificio abarca una superficie aproximada de 38 000 metros cuadrados edificados, incluyendo 7 pisos, un subterráneo y zócalo, sobre un terreno de 7.4 hectáreas. Además posee 17 300 metros cuadrados de infraestructura deportiva.
La capacidad de la Escuela para la residencia de aspirantes es de 900 camas en un recinto artificialmente climatizado y cuenta con salas de clases, de computación, laboratorios de criminalística, de sitio de suceso, talleres de trabajos diversos, patio de honor, espacios transformables, una aula magna con capacidad para 1400 personas y un casino. También se encuentran dentro de las instalaciones, un moderno polígono subterráneo de 850 metros cuadrados, dos laboratorios de idioma y una capilla ecuménica.

## Estudios

### Aspirantes a Oficial Policial Profesional de Línea
Lo componen 900 Aspirantes de tres generaciones o subdepartamentos.
La carrera profesional tiene una duración de ocho exigentes semestres académicos formando así las condiciones necesarias para que se desempeñe a futuro el Investigador Policial ejerciendo sus funciones de investigación criminal en las unidades policiales especializadas del territorio nacional.
Para postular se debe cumplir con los siguientes requisitos:
- Ser chileno.
- Ser soltero.
- Edad mínima 17 años y no más de 21 años de edad.
- Licencia de Enseñanza Media o acreditar estar cursando 4.º Año Medio.
- Haber cumplido con la Ley de Reclutamiento (sólo varones).
- 1,75 centímetros mínimo de estatura sin calzado (varones) y 1,60 metros (damas).
- No haber sido condenado por crimen o simple delito de acción penal pública, como tampoco encontrarse suspendido en sumario administrativo.
- Salud física y mental compatible con la ardua labor policial.
- Antecedentes personales y familiares intachables.
- Cédula Nacional de Identidad  al día.
- Puntaje mínimo 510 puntos ponderado PAES

La normativa vigente puede dispensar a los postulantes de uno de los requerimientos de edad y estatura: